# Małgorzata Czyńska
Małgorzata Czyńska (ur. 1975) – polska pisarka, dziennikarka, historyczka sztuki, kuratorka wystaw. Absolwentka historii sztuki na UJ. Publikowała w „Wysokich Obcasach”, współpracowała z magazynami o wnętrzach, projektowaniu i modzie. Stypendystka Ministerstwa Kultury i Dziedzictwa Narodowego. Laureatka Górnośląskiej Nagrody Literackiej „Juliusz” 2016 za książkę Kobro. Skok w przestrzeń.

## Książki
- Najpiękniejsze. Kobiety z obrazów (Wydawnictwo Znak Horyzont, Kraków 2014)
- Kobro. Skok w przestrzeń (Wydawnictwo Czarne, Wołowiec 2015)
- Moje królestwo. Rozmowa z Edwardem Dwurnikiem (Wydawnictwo Czarne, Wołowiec 2016)
- Kobiety Witkacego. Metafizyczny harem (Wydawnictwo Znak, Kraków 2016)
- Dom polski. Meblościanka z pikasami (Wydawnictwo Czarne, Wołowiec 2017)
- Kobiety fotonu z Katarzyną Gębarowską (Farbiarnia, Bydgoszcz 2018)
- Berezowska. Nagość nas wszystkich (Wydawnictwo Czarne, Wołowiec 2018)
- Zawód: fotografistka z Katarzyną Gębarowską (Farbiarnia, Bydgoszcz 2019)
- Łempicka. Tryumf życia (Wydawnictwo Znak, Kraków 2020)
- Kobiety z obrazów. Nowe historie (Wydawnictwo Marginesy, Warszawa 2021)
- Nie opuszczam rąk. Rozmowa z Leonem Tarasewiczem (Wydawnictwo Czarne, Wołowiec 2021)
- Kobiety z obrazów. Polki (Wydawnictwo Marginesy, Warszawa 2022)
- Julia Keilowa. Metaloplastyczka na nowe czasy (Wydawnictwo Marginesy, Warszawa 2024)
- Zgiełk serca. Opowieść o Marii Pawlikowskiej-Jasnorzewskiej (Wydawnictwo Literackie, Kraków 2025)